# Station Fluberg
Station Fluberg is een voormalig station in Fluberg in de gemeente Søndre Land in fylke Innlandet in Noorwegen. Het station werd geopend in 1902. Het werd in 1989 gesloten voor personenvervoer. Het stationsgebouw is verkocht.